# Nailja Faisrachmanowna Giljasowa
Nailja Faisrachmanowna Giljasowa (russisch Наиля Файзрахмановна Гилязова; * 2. Januar 1953 in Kasan, Russische SFSR) ist eine ehemalige sowjetische Florettfechterin.

## Erfolge
Nailja Giljasowa erzielte die meisten ihrer Erfolge auf internationaler Ebene im Mannschaftswettbewerb, gewann aber auch im Einzel Titel. So wurde sie 1982 in Rom Weltmeisterin im Einzel, zuvor hatte sie lediglich 1974 in Grenoble Bronze gewonnen. Mit der Mannschaft wurde sie sechsmal Weltmeisterin: 1974 in Grenoble, 1975 in Budapest, 1977 in Buenos Aires, 1978 in Hamburg, 1979 in Melbourne und 1981 in Clermont-Ferrand. Zweimal nahm sie mit der sowjetischen Delegation an Olympischen Spielen teil: 1976 in Montreal erreichte sie gemeinsam mit Olga Knjasewa, Walentina Nikonowa, Jelena Nowikowa und Walentina Sidorowa ungeschlagen das Finale, in dem auch Frankreich mit 9:2 bezwungen wurde, und wurde damit Olympiasiegerin. Bei den Olympischen Spielen 1980 in Moskau belegte Giljasowa im Einzel den neunten Rang, während sie mit der sowjetischen Equipe erneut in das Gefecht um die Goldmedaille einzog. Dieses Mal unterlag man Frankreich mit 6:9, sodass Giljasowa die Silbermedaille erhielt.